# STAT5B
STAT5B‏ (Signal transducer and activator of transcription 5B) هوَ بروتين يُشَفر بواسطة جين STAT5B في الإنسان.